# 福岡県道547号猪野篠栗線
福岡県道547号猪野篠栗線（ふくおかけんどう547ごう いのささぐりせん）は、福岡県糟屋郡久山町から糟屋郡篠栗町に至る一般県道である。

## 概要
糟屋郡久山町大字猪野から糟屋郡篠栗町中央1丁目に至る。猪野バスセンターから、福岡県道546号猪野土井線とは別方向に入り、その後左折した後は片側一車線の道が続く。
2017年（平成29年）4月19日、山の神交差点から東久原交差点までのバイパスが開通した。福岡県道21号福岡直方線と合流せずに東久原地区を直進し、より早く篠栗と猪野を結ぶことができるようになった。

### 路線データ
- 起点：福岡県糟屋郡久山町大字猪野（福岡県道546号猪野土井線起点）
- 終点：福岡県糟屋郡篠栗町中央1丁目（下町交差点、福岡県道607号福岡篠栗線交点）
- 総延長：5.5 km

## 歴史
- 2017年（平成29年）4月19日 - 山の神交差点から東久原交差点までのバイパスが開通[1]。
- 2020年（令和2年）3月31日 - 福岡県告示第320号により、山の神交差点 - 東久原交差点の県道指定が解除され、同区間は福岡県道21号福岡直方線の単独区間となる[2]。

## 路線状況

### 重複区間
- 福岡県道546号猪野土井線（糟屋郡久山町大字猪野（起点） - 糟屋郡久山町大字猪野・猪野交差点）

### 道路施設

#### 橋梁
- 新田中橋（多々良川、糟屋郡篠栗町）

## 地理

### 通過する自治体
- 糟屋郡久山町
- 糟屋郡篠栗町

### 交差する道路
| 交差する道路                         | 市町村名 | 市町村名 | 交差する場所            | 交差する場所      |
| ------------------------------------ | -------- | -------- | ----------------------- | ----------------- |
| 福岡県道546号猪野土井線 重複区間起点 | 糟屋郡   | 久山町   | 大字猪野                | 起点              |
| 福岡県道546号猪野土井線 重複区間終点 | 糟屋郡   | 久山町   | 大字猪野                | 猪野交差点        |
| 福岡県道21号福岡直方線               | 糟屋郡   | 久山町   | 大字久原                | 山の神交差点      |
| 国道201号                            | 糟屋郡   | 篠栗町   | 津波黒（つばくろ）1丁目 | 篠栗北交差点      |
| 福岡県道607号福岡篠栗線              | 糟屋郡   | 篠栗町   | 中央1丁目               | 下町交差点 / 終点 |

### 交差する鉄道
- 篠栗線

### 沿線
- 日本生活協同組合連合会 九州支社
- 篠栗町総合保健福祉センター
- 株式会社やまやコミュニケーションズ 本社
- 久山温泉 夢家（ゆめか）
- レスポアール久山
- 白山宮
- 篠栗町立篠栗中学校
- 篠栗町役場
- JR九州篠栗線 篠栗駅